# Torreiglesias
Torreiglesias è un comune spagnolo di 382 abitanti situato nella comunità autonoma di Castiglia e León.